# Équipe du Zimbabwe masculine de volley-ball
Cet article traite de l'équipe masculine. Pour l'équipe féminine, voir Équipe du Zimbabwe féminine de volley-ball.
L'équipe du Zimbabwe de volley-ball est composée des meilleurs joueurs zimbabwéens sélectionnés par la Zimbabwe Volleyball Association (ZVA). Elle est actuellement classée au 115e rang de la Fédération internationale de volley-ball au 15 janvier 2010.

## Sélection actuelle
Sélection pour les qualifications au championnat du monde 2010.
Entraîneur : Artwell Gororo  ; entraîneur-adjoint : Itsanang Abu-Basutu 

## Palmarès et parcours

### Parcours

#### Championnat d'Afrique
| - 1967 : non participant - 1971 : non participant - 1976 : non participant - 1979 : non participant - 1983 : 7e - 1987 : non participant - 1989 : non participant - 1991 : non participant - 1993 : non participant - 1995 : non participant | - 1997 : non participant - 1999 : non participant - 2001 : non participant - 2003 : non participant - 2005 : non participant - 2007 : 8e - 2009 : non participant |